# Phoebe Bridgers
Phoebe Lucille Bridgers (ur. 17 sierpnia 1994 w Pasadenie) – amerykańska piosenkarka, autorka tekstów i producentka z Los Angeles, Kalifornia. Wydała dwa albumy, Stranger In The Alps (2017) oraz Punisher (2020). Obydwa zyskały pozytywne opinie krytyków, a Punisher przez wielu został nazwany najlepszym albumem roku 2020. Dzięki niemu Bridgers otrzymała cztery nominacje do Grammy, w tym Best New Artist. Jest znana jako członek zespołu boygenius (razem z Lucy Dacus i Julien Baker) oraz Better Oblivion Community Center (z Conorem Oberstem).

## Życiorys
Phoebe Lucille Bridgers urodziła się 17 sierpnia 1994 roku w Pasadenie i została tam wychowana. Dorastała z młodszym bratem Jacksonem w domu wypełnionym płytami winylowymi różnych artystów, np. Joni Mitchell, Hanka Williamsa czy Neila Younga. Część swojego dzieciństwa spędziła w Ukiah.
Osiem miesięcy po narodzinach Phoebe jej matka Jamie zyskała pracę jako opiekunka domu nocnego kompleksu sztuk pięknych na Uniwersytecie Kalifornijskim w Irvine. Jako iż Bridgersi żyli po drugiej stronie ulicy, Jamie często zabierała córkę do pracy. Jak wspomina matka Phoebe „Podczas sprzątania sali koncertowej pojawiał się pianista, aby nastroić fortepian, co uwielbiała Phoebe. Po prostu wpatrywała się w instrument i słuchała, totalnie zahipnotyzowana”. Największą inspiracją Bridgers jest amerykański muzyk Elliott Smith, o którym napisała utwór Punisher.
Ich ojciec był przewrażliwiony na punkcie pieniędzy i nie lubił, gdy jego córka uczęszczała na lekcje gry na gitarze, której zaczęła się uczyć około jedenastego roku życia. Znęcał się on także nad swoją żoną, co doprowadziło do ich rozstania, kiedy wokalistka miała 19 lat. Relacja Bridgers z jej ojcem jest opisana w utworze Kyoto.

## Kariera
Jako nastolatka była członkiem wielu zespołów, takich jak Sloppy Jane czy Einstein's Dirty Secret i często grywała solowe koncerty w Los Angeles.
Do Sloppy Jane dołączyła w wieku piętnastu lat. Jest to żeński zespół prowadzony przez Haley Dahl, w którym Bridgers grała na basie. Dawały koncerty dookoła miasta, przyciągając na siebie uwagę szalonymi występami, w których Haley nieraz rozbierała się do naga czy rzucała się w tłum "jak plastikowa lalka". Czasami kończyły swoje przedstawienia zapętlając fragmenty kreskówki Teletubisie na małym ekranie telewizora, a następnie klęczały na podłodze aby zobaczyć reakcję publiczności.
Jej kariera nabrała rozpędu, gdy spotkała amerykańskiego wokalistę Ryana Adamsa. Do ich poznania doszło przez bliskiego przyjaciela Bridgers – Harrisona Whitforda, który zabrał wokalistkę do studia Adamsa. Phoebe zagrała dla niego piosenkę, a Ryan był "zaczarowany" oraz nazwał ją "następnym Bobem Dylanem". Jej pierwsza EP-ka, Killer została przez niego wyprodukowana oraz wydana w jego wytwórni PAX AM. Zawiera ona trzy piosenki, z czego dwie znajdują się na jej debiutanckim albumie Stranger In The Alps.
Bridgers i Adams spotykali się w 2014 roku, po czym zerwali. Jak później przyznała Phoebe, Ryan znęcał się nad nią psychicznie. Piosenka Motion Sickness bazowana jest na ich relacji.
W styczniu 2017 roku wydała utwór Smoke Signals i supportowała Conora Obersta na jego trasie koncertowej po Europie. Kilka miesięcy później, w czerwcu podpisała kontrakt z wytwórnią Dead Oceans. 22 września 2017 roku wydała swój debiutancki album - Stranger In The Alps. Znajduje się na nim m.in. piosenka Georgia, wcześniej wydana w formie akustycznej na EP-ce Killer. Całość została wyprodukowana przez Tony'ego Berga, Ethana Gruskę i Roba Moose. W ramach promocji albumu Phoebe wystąpiła na CBS This Morning i NPR Tiny Desk. Niektóre piosenki ze Stranger In The Alps pojawiły się w produkcjach telewizyjnych (Switched At Birth, Castle, Burden Of Truth czy Lethal Weapon).
W 2018 roku Phoebe, Julien Baker i Lucy Dacus założyły zespół boygenius, którego nazwa była żartem używanym w formie zachęty do pracy w studio. 26 października wydały EP-kę boygenius napisaną i nagraną w ciągu czterech dni w Sound City Studios położonym w Los Angeles. Otrzymała ona uznanie krytyków. W listopadzie udały się na trasę koncertową dookoła Stanów Zjednoczonych, pojawiając się na Late Night with Seth Meyers oraz NPR Tiny Desk, gdzie Phoebe zagrała po raz drugi.
Następny zespół, w którym gra Bridgers to Better Oblivion Community Center gdzie ukazuje się razem z Conorem Oberstem. Powstanie zespołu ogłosili na The Late Show with Stephen Colbert w styczniu 2019 roku. Swój debiutancki album wydali miesiąc później. Pojawili się także na CBS This Morning i NPR Tiny Desk.
26 lutego 2020 roku Phoebe wydała utwór Garden Song, do którego teledysk ukazał się w tym samym dniu.
W kwietniu The 1975 i Phoebe nagrali piosenkę Jesus Christ 2005 God Bless America, który był zapowiedzią czwartego studyjnego albumu zespołu Notes on a Conditional Form. Artystka miała udać się w trasę koncertową z zespołem latem 2020 roku, lecz została ona odwołana ze względu na pandemię COVID-19.
9 kwietnia roku Bridgers wydała następny singiel, Kyoto. Tekst piosenki opowiada o skomplikowanych relacjach wokalistki z ojcem. W tym samym dniu ogłosiła na Instagramie nachodzący album Punisher, który oryginalnie miał być wydany 19 czerwca, lecz Phoebe opublikowała go dzień wcześniej, 18 czerwca. Uzyskał on  uznanie krytyków i dzięki niemu wokalistka otrzymała cztery nominacje do Grammy. Przez wielu został nazwany najlepszym albumem 2020 roku. W lipcu 2020 roku jej singiel I Know The End otrzymał oficjalny teledysk.
Podczas pracy nad albumem Punisher, wyprodukowała także album Beginners Christiana Lee Hutsona, wydany w maju 2020 roku.
Dwa miesiące później zagrała dla wirtualnej, liczącej cztery miliony osób publiczności na amfiteatrze Red Rocks jako część serii Unpaused Concert. W październiku ogłosiła powstanie swojej własnej wytwórni Saddest Factory.
Czekając na wyniki wyborów prezydenckich w Stanach Zjednoczonych, Bridgers poinformowała na Twitterze, że nagra cover piosenki Iris od Goo Goo Dolls, jeśli Donald Trump przegra wybory. Po tym, jak Trump przegrał, Phoebe nagrała cover w duecie z Maggie Rogers, który pojawił się 13 listopada na Bandcampie.
20 listopada wokalistka wydała EP-kę Copycat Killer z czterema przerobionymi przez Roba Moosa piosenkami z jej albumu Punisher, a trzy dni później cover piosenki If We Make It Through December.
1 grudnia 2020 roku wydała teledysk do piosenki Savior Complex wyreżyserowany przez Phoebe Waller-Bridge, w którym gra Paul Mescal. Śpiewała również w piosence Kida Cudiego Lovin Me, która znajduje się na jego albumie Man On The Moon III: The Chosen (2020) oraz robiła chórki w dwóch piosenkach Charliego Hickeya. Wystąpiła na Saturday Night Live z piosenką Kyoto i I Know The End. Zakończyła swój występ niszcząc swoją gitarę na fałszywym monitorze scenicznym.